# Comoé (Fluss)
Der Comoé ist ein 1160 km langer Fluss in Burkina Faso und der Elfenbeinküste. Er ist einer der Hauptflüsse der Elfenbeinküste.

## Verlauf
Er entspringt im Südwesten Burkina Fasos und verläuft in südlicher Richtung. Beim Überschreiten der Grenze zur Elfenbeinküste nimmt er seinen größten Nebenfluss, den Léraba, aus Westen auf. Anschließend durchfließt den nach ihm benannten Nationalpark Comoé im Nordosten des Staates Elfenbeinküste. Er fließt weiter von Norden nach Süden und mündet etwa 80 km östlich von Abidjan in den Golf von Guinea bzw. in die Ébrié-Lagune.
Der Comoé ist in der Region außer dem kürzeren Iringou der einzige auch in der Trockenzeit Wasser führende Fluss. Dabei gibt es jedoch Perioden, in denen der Fluss zum stehenden Gewässer wird.

## Einzugsgebiet
Das Einzugsgebiet des Comoé hat eine Größe von etwa 78.000 km². Davon befinden sich 57.300 km² auf dem Gebiet der Elfenbeinküste. Das entspricht 17,6 % der Landesfläche.
| Flüsse       | Fläche Gesamt [km²] | Fläche in der Elfenbeinküste [km²] |
| ------------ | ------------------- | ---------------------------------- |
| Leraba       | 11.200              | 4.900                              |
| Bawe         | 2.300               | 1.000                              |
| Kolonkoko    | 1.800               | 1.800                              |
| Iringou      | 6.700               | 5.600                              |
| Kongo        | 2.400               | 2.400                              |
| Kinkene      | 3.200               | 3.200                              |
| Segbono      | 1.200               | 1.200                              |
| Diore        | 5.000               | 5.000                              |
| Ba           | 7.400               | 6.100                              |
| Beki         | 700                 | 700                                |
| Manzan       | 3.500               | 2.000                              |
| Comoé Gesamt | 78.000              | 57.300                             |

## Hydrometrie
Die Durchflussmenge des Flusses wurde in Aniassue bei fast 90 % des Einzugsgebietes in m³/s gemessen
- Diagrammdaten:
- Definition |
- Rohdaten |
- Hilfe